# Южно малко галаго
Южното малко галаго (Galago moholi) е вид бозайник от семейство Галагови (Galagidae).

## Разпространение
Видът е разпространен в Ангола, Ботсвана, Демократична република Конго, Замбия, Зимбабве, Малави, Мозамбик, Намибия, Свазиленд, Танзания и Южна Африка.